# 三道沟河
三道沟河，位于中华人民共和国吉林省临江市境内，是鸭绿江右岸支流，发源于临江市桦树镇西小山以北、花盖山东南，北流至柳树河子村以东转西南流，经蚂蚁河乡兴旺村、贾家营村、蚂蚁河村、小湖村、大湖街道等村镇，于临城村西北注入鸭绿江。河长83.6千米，河道平均比降5.6‰，流域面积747平方千米，年均径流量3亿立方米。三道沟河属于山溪河流，河水张消急剧。三道河水能资源、矿产资源、野生山菜和药材资源丰富。临江市的工业区和经济开发区位于三道沟河流域内。